# Prefetto (ordinamento francese)

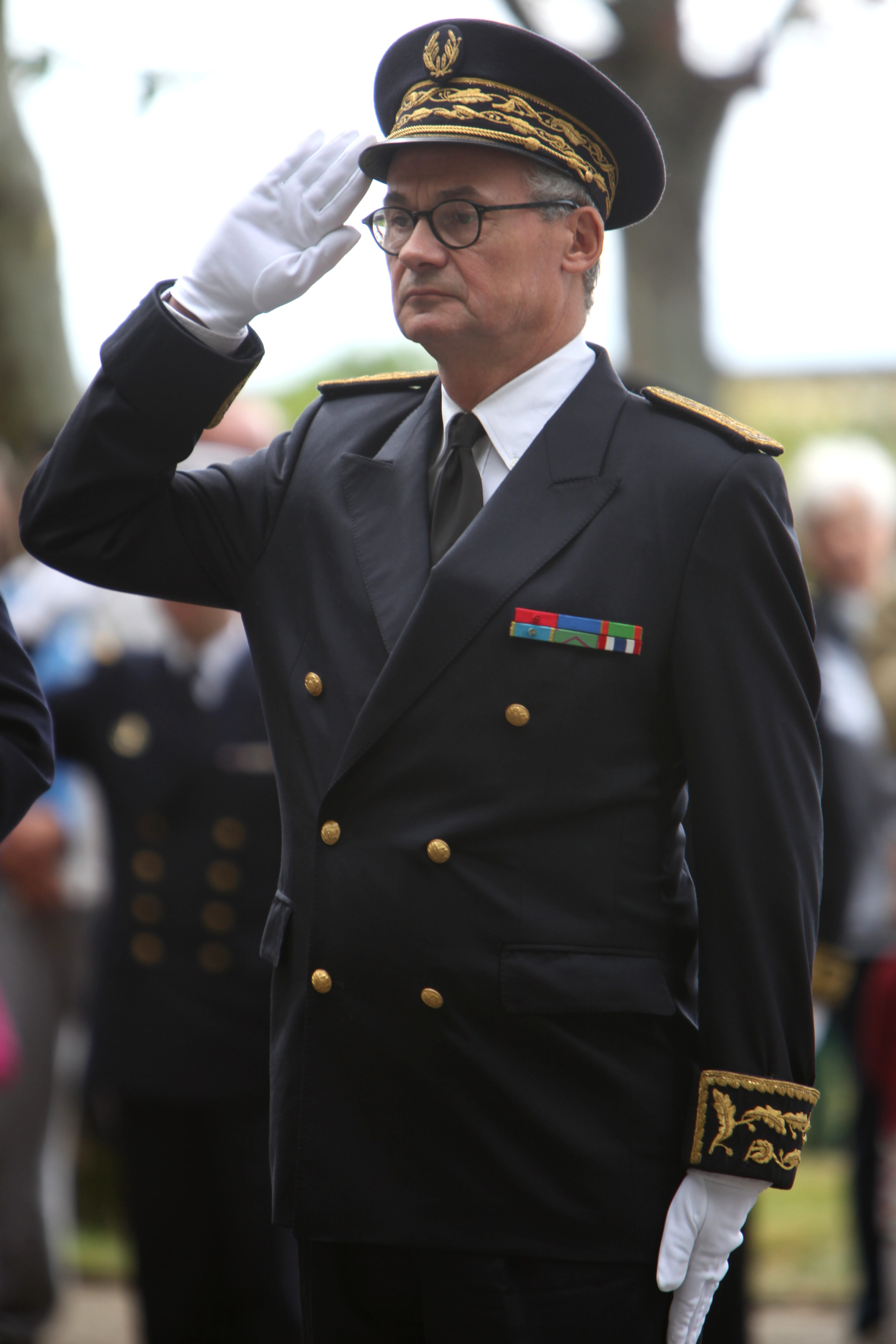
Jean-Luc Videlaine, prefetto del Finistère, alle cerimonie del 14 luglio 2015 a Brest.

Il prefetto (in francese: préfet) in Francia è il rappresentante dello stato in un dipartimento o una regione. I sottoprefetti (francese: sous-préfets) sono responsabili delle suddivisioni dei dipartimenti, gli arrondissement. L'ufficio di un prefetto è noto come prefettura e quello di un sottoprefetto come sottoprefettura.
I prefetti sono nominati da un decreto del Presidente della Repubblica nel Consiglio dei Ministri, su proposta del Primo ministro e del Ministro dell'Interno. Servono a discrezione del governo e possono essere sostituiti in qualsiasi riunione del Consiglio.
Dal 1982 al 1988 i prefetti furono chiamati commissaires de la République (i commissari della Repubblica) e i sottoprefetti commissaires adjoints de la République.
Le prefetture (100 strutture) e le sotto-prefetture (circa 240) corrispondono essenzialmente alla suddivisione amministrativa della Francia.

## Funzione
La carica di prefetto fu creata per la prima volta nel 1800 dall'allora Primo Console Napoleone Bonaparte. I loro ruoli inizialmente erano simili a quelli degli intendenti pre-rivoluzionari. Inizialmente i prefetti erano incaricati di sorvegliare i governi locali nel loro dipartimento, assicurando che le tasse arrivassero a Parigi e supervisionare la coscrizione a livello locale.
Attualmente, il ruolo principale del prefetto è definito nell'articolo 72 della Costituzione della Francia:
Il ruolo esatto e le attribuzioni sono definiti nei decreti, in particolare decreti del 1964, 1982, 2004, ciascuno dei quali sostituisce quello precedente.
Il prefetto del département  che contiene lo chef-lieu de région è anche il préfet de région o prefetto della regione.
I prefetti operano sotto il Ministro dell'interno. Le loro principali responsabilità includono:
- rappresentare lo stato ai governi locali;
  - la sicurezza
  - il coordinamento delle forze di polizia e di gendarmeria;
  - gestire le grandi crisi;
  - procedure di difesa e di emergenza;
- la sicurezza
  - la decisione di evacuare le zone colpite da catastrofi naturali; l'organizzazione di operazioni di soccorso;
- responsabilità per documenti ufficiali, come:
  - la produzione di documenti di identità, compresi documenti di identità e passaporti;
  - il rilascio di patenti di guida e il loro ritiro amministrativo in caso di determinati reati;
  - l'applicazione delle norme sull'immigrazione;
- garantire il rispetto della legalità: i funzionari che lavorano per il prefetto verificano la legalità delle decisioni prese dai governi locali e presentano casi dubbi ai tribunali amministrativi o ai tribunali di controllo finanziario.

I prefetti possono emettere ordini amministrativi in settori di competenza del governo nazionale, compresa la sicurezza generale. Ad esempio, possono vietare l'uso di determinate strade senza pneumatici speciali nei periodi di neve. Il divieto di fumare o di lasciare il motore acceso durante il riempimento del serbatoio del carburante di un autoveicolo è un altro esempio di una questione tipicamente decisa da un ordine amministrativo prefettizio.
Nelle occasioni ufficiali, i prefetti indossano uniformi.
Per gran parte del tempo dopo il 1800, i dipartimenti funzionarono in gran parte come cinghie di trasmissione per le politiche sviluppate a Parigi. In quanto tale, i prefetti avevano originariamente ampi poteri di supervisione e controllo sugli affari dipartimentali. Ciò era particolarmente vero durante il Primo e Secondo Impero, quando persino la materia locale più banale doveva essere riferita al prefetto. Dal 1982, il governo locale è stato progressivamente decentralizzato e il ruolo del prefetto è stato in gran parte limitato alla prevenzione delle politiche locali in conflitto con la politica nazionale.

## Casi speciali
- In Nuova Caledonia e Polinesia francese, le responsabilità del prefetto, con alcune differenze di status, sono ricoperte da un alto commissario; a Wallis e Futuna, da un amministratore superiore.
- Le Terre australi e antartiche francesi erano gestite da un amministratore superiore, ma dal 2004 sono gestite da un prefetto. Il prefetto, tuttavia, non ha base nei territori, ma a Réunion.
- Parigi, che è sia una città (commune) che un dipartimento, è un'eccezione. Mentre ha un prefetto, che è anche prefetto della regione dell'Île-de-France, un altro prefetto si occupa delle forze dell'ordine a Parigi e in alcune aree circostanti, oltre a molti altri compiti amministrativi: il prefetto di polizia di Parigi. A Parigi, i poteri di polizia esercitati dal sindaco in altre città francesi appartengono al prefetto di polizia. Nel 2012 è stata creata anche una Prefettura di polizia delle Bocche del Rodano, con sede a Marsiglia, con poteri simili.
- L'autorità dello stato sul mare è esercitata dal Prefetto marittimo della regione interessata.